# 佩达尔·格诺夫
佩达尔·格诺夫（1970年4月5日—），保加利亚国际象棋特级大师。
格諾夫七八歲時，父親教他國際象棋。1993年及1999年，分別贏得保加利亞國際象棋冠軍賽。2005年，代表保加利亞出戰第35屆國際象棋奧林匹克。同年，在黑山新海爾采格的一場比賽奪得第一位。2004年，與Vadim Malakhatko打成平手，共奪第一
。
格諾夫已婚，妻子是女子國際大師Lyubka Genova。